# Caumont (Ariège)
Caumont (Okzitanisch: gleicher Name) ist eine französische Gemeinde mit 338 Einwohnern (Stand: 1. Januar 2022) im Département Ariège in der Region Okzitanien; sie gehört zum Arrondissement Saint-Girons, zum Gemeindeverband Couserans-Pyrénées und zum Kanton Portes du Couserans. Die Einwohner werden Caumontois/Caumontoises genannt.

## Geografie
Caumont liegt rund 70 Kilometer südwestlich der Stadt Toulouse im Westen des Départements Ariège. Die Gemeinde besteht aus dem Dorf Caumont, den Weilern Cap du Prat Bediaou und Villeneuve sowie Streusiedlungen und Einzelgehöften. Der Fluss Salat durchquert die Gemeinde westwärts und bildet streckenweise die nördliche Gemeindegrenze. Caumont liegt innerhalb des Regionalen Naturparks Pyrénées Ariégeoises. Weite Teile der Gemeinde sind bewaldet. Der Ort liegt an der D117 von Foix nach Tarbes.
Umgeben wird Caumont von den Nachbargemeinden Mercenac und Taurignan-Castet im Norden, Taurignan-Vieux im Nordosten, Lorp-Sentaraille im Osten, Saint-Lizier im Südosten, Montgauch im Süden, Cazavet im Südwesten sowie Prat-Bonrepaux im Westen.

## Geschichte
Funde und Überreste eines Grabes aus gallo-römischer Zeit belegen eine frühe Besiedlung. Das Schloss wurde im 12. oder 13. Jahrhundert errichtet. Eine Kirche wurde erstmals im Jahr 1382 erwähnt. Im Mittelalter lag der Ort innerhalb der Provinz Couserans, die Teil der Provinz Gascogne war. Die Gemeinde gehörte von 1793 bis 1801 zum District Saint-Girons. Zudem lag Caumont von 1793 bis 2015 innerhalb des Kantons Saint-Lizier. Die Gemeinde ist seit 1801 dem Arrondissement Saint-Girons zugeteilt.   

## Bevölkerungsentwicklung
| Jahr                       | 1962 | 1968 | 1975 | 1982 | 1990 | 1999 | 2006 | 2019 |
| Einwohner                  | 285  | 292  | 250  | 255  | 287  | 313  | 317  | 332  |
| Quellen: Cassini und INSEE |      |      |      |      |      |      |      |      |

## Sehenswürdigkeiten
- Kirche Saint-Barthélemy aus dem Jahr 1778, seit 1978 ein Monument historique[1]
- Burgruine in Le Plech
- Ruine der Kirche Saint-Martin aus dem 12. und 16. Jahrhundert

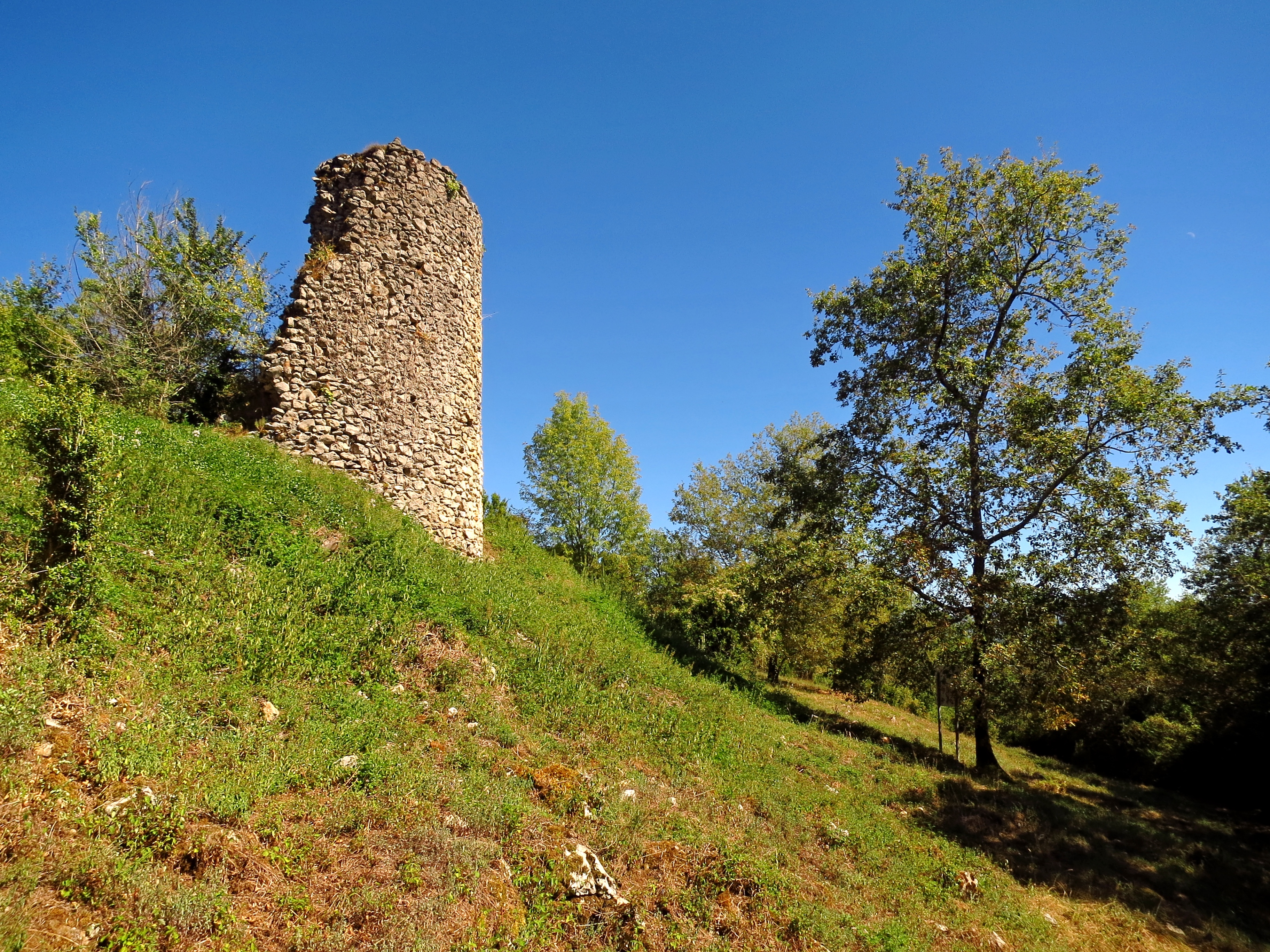
Burgruine

- Schloss Château de Gaujac
- Lavoir (Waschhaus)
- Denkmal für die Gefallenen[2]
- mehrere Wegkreuze